# 연인들의 장소
연인들의 장소(Amanti, A Place For Lovers)는 프랑스에서 제작된 비토리오 데 시카 감독의 1968년 영화이다. 미렐라 팜필리 등이 주연으로 출연하였고 아서 콘 등이 제작에 참여하였다.

## 출연

### 주연
- 미렐라 팜필리

### 조연
- 페이 더너웨이
- 마르첼로 마스트로야니
- 캐롤라인 모티머

## 제작진
- 미술: 피에로 폴레토
- 의상: 엔리코 사바티니

## 같이 보기
- 네오레알리스모